# Christian Preußer
Christian Preußer (* 23. Januar 1984 in Berlin) ist ein deutscher Fußballtrainer.

## Werdegang
Preußer durchlief als Spieler eigenen Aussagen zufolge mehrere Jugendmannschaften der VSG Altglienicke, wobei „[…] relativ schnell klar war, dass es mit einer Karriere als Spieler im Profifußball nichts werden würde“. So begann seine Trainerlaufbahn bereits mit 15 bzw. 16 Jahren (hierüber bestehen widersprüchliche Aussagen) innerhalb der VSG. Nach erfolgreichem Studienabschluss im Bereich Sportmanagement beim Landessportbund Thüringen begann mit der Saison 2010/11 Preußers Tätigkeit beim FC Rot-Weiß Erfurt, bei dem er in Doppelfunktion das Nachwuchsleistungszentrum leitete und Trainer der A-Junioren war. Im Jahr 2012 war er mit 29 Jahren für zwei Spiele Interimstrainer und ab der Saison 2013/14 Co-Trainer der ersten Mannschaft von RW Erfurt. Er war 2014 der jüngste Absolvent des 60. Fußball-Lehrer-Lehrgangs des DFB. Während des Lehrgangs hospitierte er mehrere Wochen beim damaligen BVB-Trainer Jürgen Klopp.
Im Frühjahr 2015 wurde Preußer im zweiten Anlauf Trainer der ersten Mannschaft des FC Rot-Weiß in der 3. Liga. Mangels Erfolgs wurde er am 15. Dezember 2015 von seinem Amt freigestellt.
Zur Saison 2016/17 wurde Preußer Cheftrainer der zweiten Mannschaft des SC Freiburg. Als Meister der fünftklassigen Oberliga Baden-Württemberg konnte in seinem ersten Jahr der Aufstieg in die Regionalliga Südwest erreicht werden. In den folgenden Spielzeiten erreichte er mit seiner Mannschaft die Tabellenplätze 4 (Saison 2017/18), 7 (Saison 2018/19) und 13 (Saison 2019/20), in der Spielzeit 2020/21 wurde das Team hingegen Meister und stieg in die 3. Liga auf.
Im Sommer 2021 übernahm der Berliner den Zweitligisten Fortuna Düsseldorf nach der Trennung von Uwe Rösler und unterschrieb einen bis zum 30. Juni 2023 laufenden Vertrag. Anfang Februar 2022 trennte sich der Verein von ihm, als die Mannschaft nach dem 21. Spieltag mit 20 Punkten auf dem 16. Platz stand.
Als Nachfolger von Enrico Maaßen, der zum FC Augsburg gewechselt war, übernahm Preußer im Sommer 2022 die in der 3. Liga spielende U23 Borussia Dortmund. Dort wurde er am 6. Februar 2023 entlassen.

## Erfolge
SC Freiburg
- Meister der Regionalliga Südwest und Aufstieg in die 3. Liga: 2021
- Meister der Oberliga Baden-Württemberg und Aufstieg in die Regionalliga Südwest: 2017

FC Rot-Weiß Erfurt
- Meister der A-Junioren-Regionalliga-Nordost und Aufstieg in die A-Junioren-Bundesliga: 2011